# Sennet
Die Sennet (SS-408) war ein im Zweiten Weltkrieg von der US-Marine eingesetztes U-Boot.
Es gehörte der Balao-Klasse an und war nach dem Sennet benannt, einem Barrakuda-Fisch.
Die Sennet wurde am 8. März 1944 in Portsmouth Navy Yard in Kittery, Maine auf Kiel gelegt, der Stapellauf erfolgte am 6. Juni 1944. Am 22. August 1944 wurde sie in Dienst gestellt.
Die Sennet wurde bis zum 18. September erstausgerüstet. Danach wurde sie vor der Küste von Connecticut und Rhode Island bis zum 22. Oktober Trainings- und Torpedo-System-Tests unterzogen. Am 11. November verlegte die Sennet zum Einsatz-Areal vor Balboa, Panamakanal-Zone und führte weitere Trainingsübungen durch. Das U-Boot verließ Balboa am 29. November Richtung Pearl Harbor und kam dort am 16. Dezember 1944 an.
Die Oberdeck-Bewaffnung der Sennet wurde vor ihrer ersten Kriegs-Patrouille ab dem 5. Januar 1945, auf zwei 12,7-cm-Kanonen, zwei 40-Millimeter-Kanonen und drei 12,7-mm-Maschinengewehre erhöht.

## Erste und zweite Patrouille, Januar – März 1945
Die Sennet patrouillierte nördlich der Bonininseln bis zum 28. Januar. Sie führte am 21. Januar zwei Angriffe auf einen großen Tanker durch, der von drei Eskorten begleitet war, erzielte aber keine Treffer. In der darauf folgenden Woche versenkte das U-Boot ein 500-Tonnen-Vorposten-Boot und beschädigte ein anderes.
Die Sennet wurde zwischen dem 31. Januar und 7. Februar in Saipan versorgt, danach begann sie ihre zweite Kriegspatrouille vor dem südlichen Honshū, Japan. Am 13. Februar wurden zwei 300-Tonnen-Vorpostenboote durch gemeinsames Artilleriefeuer der Sennet, der Haddock (SS-231) und der Lagarto (SS-371) versenkt.
Drei Tage später griff das U-Boot einen feindlichen Minenleger mittels eines Torpedofächers ihrer Heckrohre an. Zwei Torpedos hörte man explodieren. Während des Auf-Tiefe-Gehens wurde die Sennet durch unter ihr explodierende Fliegerbomben hart durchgeschüttelt. Das U-Boot ging eine Stunde später an die Oberfläche und sah einen großen Ölfleck und etwa 40 Japaner, die sich an Treibgut klammerten. Offensichtlich wurde der Minenleger Naryū versenkt.

## Dritte und vierte Patrouille, April – August 1945
Die Sennet wurde zwischen dem 9. März und dem 2. April in Apra Harbor auf Guam versorgt. Sie patrouillierte dann vom 3. April bis 16. Mai erneut vor Honshū. Drei Tage später torpedierte und versenkte sie das Frachtschiff Hagane Maru. Am 22. April versuchte die Sennet einen P-51-Piloten, der mit dem Fallschirm in der Nähe abgesprungen war, zu retten. Obwohl er nur ca. 30 Meter vom Schiff entfernt war, konnte er nicht geborgen werden.
Am 28. April griff das Boot mit zwei elektrischen Torpedos das Reparaturschiff Hatsushima an und versenkte es. Am 1. Mai feuerte die Sennet fünf Torpedos auf einen Zerstörer der Asashio-Klasse, erzielte aber keinen Treffer.
Die erfolgreichste Patrouille der Sennet fand zwischen dem 1. Juli und dem 9. August in der Japansee statt. Während der Patrouille versenkte sie ein Passagier-Frachtschiff, zwei Frachtschiffe und einen Tanker, insgesamt 13.105 Bruttoregistertonnen.

## 1945–1951
Als der Krieg im Pazifik endete, wurde die Sennet der Atlantikflotte zugewiesen und operierte von der Naval Submarine Base New London in Connecticut aus. Im Juni 1946 wurde sie der Submarine Squadron 6 bei Balboa in der damaligen US-Kanalzone unterstellt. Von 10. Dezember 1946 bis 13. März 1947 nahm die Sennet an der Operation Highjump teil, der dritten Antarktis-Expedition von Byrd. Dabei wurde sie am Polarkreis durch Packeis beschädigt und durch die Hilfeleistung des Eisbrechers USCGC Northwind (WAG-282) der US Coast Guard in freies Wasser geschleppt.
Die Sennet war dann bis 1949 in Balboa im Rahmen der U-Boot Schwadron 12 von Key West, Fla. stationiert. Das Schiff führte Training für U-Boot- und Anti-U-Boot-Personal in Key West und auf Guantánamo Bay, Kuba durch. Im Jahr 1951 wurde die Sennet auf dem Philadelphia Naval Shipyard zu einem „Fleet Snorkel“-U-Boot umgebaut und kehrte zu ihrem Heimathafen zurück.

## 1954–1973
Am 4. November 1954 wurde die Sennet zur 6. US-Flotte ins Mittelmeer verlegt. Sie blieb dort bis zum 1. August 1959. Danach wurde sie der Submarine Squadron 4 unterstellt und in der Marinebasis Charleston stationiert. Während der nächsten neun Jahre operierte das U-Boot von Charleston aus mit der Atlantikflotte. Sie wurde bis 1968 entlang der US-Ostküste, in der Karibik und im Atlantik eingesetzt.
Am 2. Dezember 1968 wurde das Boot aus dem Naval Vessel Register der US-Marine gestrichen und am 18. Mai 1973 der Rumpf an die Abwrackgesellschaft Southern Scrap Material Co. Ltd. in New Orleans, Louisiana verkauft.
Die Sennett erhielt vier „Kampfsterne“ (Battle Stars) für ihren Dienst im Zweiten Weltkrieg.